# 444 av. J.-C.
Cette page concerne l'année 444 av. J.-C. du calendrier julien proleptique.

## Événements
- 18 octobre : à Rome, entrée en fonction de tribuns militaires à pouvoir consulaire (Trib. Mil. Cons. Pot.). Ils sont contraints de démissionner après trois mois pour vice de procédure dans la prise d'augures préliminaire à leur élection. L. Papirius Mugillanus et Lucius Sempronius Atratinus leur succèdent, mais ils  resteront consuls peu de temps[1].

- À Athènes, Thucydide regroupe les conservateurs à l’assemblée. Il attaque violemment Périclès sur sa politique à l’égard des alliés et réussit à faire ostraciser Damon, un des conseillers de Périclès[2].
- Fondation de Thourioi, non loin de Sybaris, colonie panhellénique, sur initiative athénienne[3]. Le philosophe sophiste Protagoras d’Abdère (né en 485 av. J.-C.) est chargé par Périclès de rédiger les lois de Thourioi. Il est considéré comme le premier à avoir enseigné publiquement et contre rémunération en Grèce (mort en 411 ou 420 av. J.-C.)[4]. Il a été accusé par les partisans de l’oligarchie d’avoir prôné l’athéisme dans son ouvrage « Les dieux ». Il s’est également penché sur les mathématiques, l’astronomie et la physique. Il argue que « l’être humain est la mesure de toutes choses » et qu’il n’y a pas de conception unique de ce qui est juste, injuste, bénéfique ou nuisible.

## Naissances en -444
- Agésilas II
- Antisthène
- Conon
- Phèdre de Myrrhinonte